# Сині маги
Сині маги або Сині чарівники (синд. Ithryn Luin) — у легендаріумі Дж. Р. Р. Толкіна двоє істарі на ім'я Алатар і Палландо (в інших джерелах Морінехтар і Роместальмо), що мали сині плащі (звідки і походить їх назва). Ці маги не згадуються ні в «Сильмариліоні», ні у «Володарі Перснів» — ним відведено лише декілька рядків у «Незакінчених оповідях Нуменора та Середзем'я». Це були двоє маярів — друзів, що належали до свити Ороме Мисливця, котрий більше за інших знав східні землі, перебуваючи в них на початку Великого Походу ельфів.
Дискусійними також є дані про час прибуття «Синіх магів» до Середзем'я. За одними даними вони прибули разом з трьома іншими магами Курумо, Айвенділом та Олоріном, за іншими вони припливли ще у 1600 році Другої епохи на одному кораблі з ельфом Ґлорфінделом, що повернувся в Середзем' я з Чертогів Мандоса після загибелі під час падіння Ґондоліна.
З нечисленних відомих даних , Алатар і Палландо були відправлені у східні країни за межі тієї частини Середзем'я, що розглядається у легендаріумі. Головною їх метою було підбурювати і заохочувати до повстання проти Саурона народи Сходу. Проте розміри влади останнього на сході виявилися набагато більшими ніж передбачалося і «Сині маги» зазнали невдачі. Загинули вони, чи перейшли на службу до Саурона, про це нічого невідомо. Разом з Курумо вони пішли на Схід, але повернувся назад у Західне Середзем'я лише Курумо.
«Я дійсно не знаю нічого конкретного про двох із них — писав Дж. Р. Р. Толкін у своєму листі до Рони Беар — вони не пов'язані з історією Північно — Західних Земель. Я думаю, що вони пішли посланцями в далекі області Сходу та Півдня далеко від тих місць де жили нуменорці — по суті, місіонерами на „окупованих ворогом“ землях. Не знаю, чи вдалою була вона, але думаю, що зазнали невдачі, як і Саруман, вони були засновниками таємних культів і „чаклунських“ традицій, що пережили падіння Саурона».